# Stereotheca elongata
Stereotheca elongata is een hydroïdpoliep uit de familie Sertulariidae. De poliep komt uit het geslacht Stereotheca. Stereotheca elongata werd in 1816 voor het eerst wetenschappelijk beschreven door Lamouroux. 